# Tomoya Takeshita
Tomoya Takeshita (武下 智哉 Takeshita Tomoya?), född 7 maj 2002 i Kagawa prefektur, är en japansk fotbollsspelare.
Takeshita började sin karriär 2019 i Kamatamare Sanuki.